# Austria lombarde

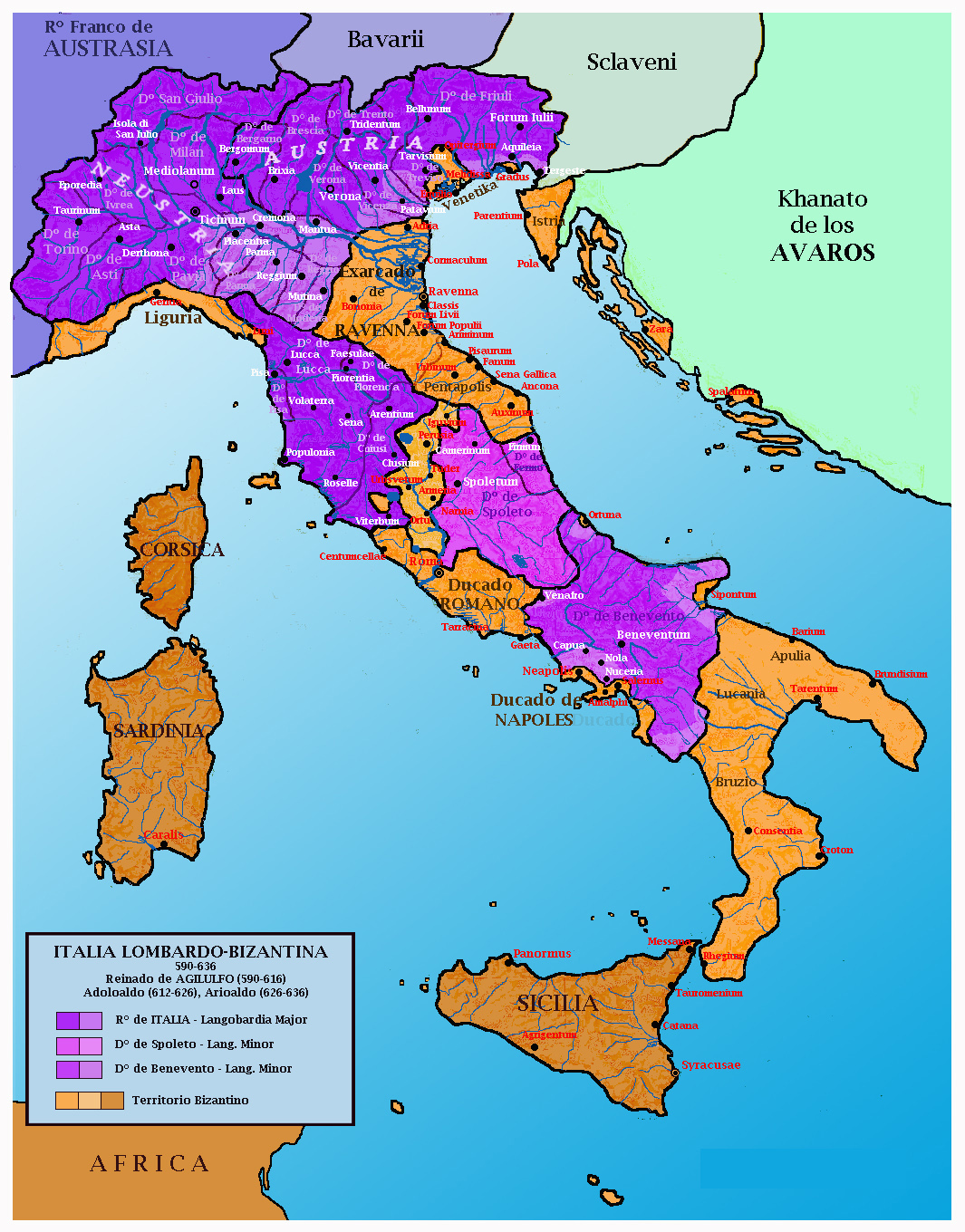
Carte de l'Italie pendant la période du Royaume des Lombards

 (avril 2023).
L'Austria lombarde était, selon la nomenclature géographique du Haut Moyen Âge, la portion orientale de la Lombardie majeure (Langobardia Maior), la partie septentrionale du Nord et du Centre de la Lombardie, qui s'étendait depuis l'Adda jusqu'au Frioul et qui s'opposait à la Neustria. Cette bipartition n'avait pas seulement une valeur territoriale mais elle impliquait aussi d'importantes différences culturelles et politiques. L'Austria comprenait les duchés nord-est du royaume des Lombards, parmi eux jouèrent un rôle prééminent : 
- le duché de Frioul
- le duché de Vérone
- le duché de Trente
- le duché de Brescia
- le duché de Bergame

## Histoire
Les duchés d'Austria se considéraient comme les gardiens de l'esprit guerrier et conquérant des Lombards. C'est là que survécurent le plus longtemps les anciens cultes païens et, parmi les convertis au christianisme, nombreux étaient les adeptes de l'arianisme ou du Schisme des Trois-Chapitres. Plus d'une fois les ducs d'Austria reprirent l'initiative, en venant même en plusieurs occasions à fomenter des conspirations pour déposer le souverain légitime. Ce fut le cas en 662 quand Grimoald (duc de Bénévent, mais fils d'un duc du Frioul) réussit à usurper le trône de Godepert et de Perthari malgré l'opposition des ducs neustriens d'Asti et de Turin ; d'Alahis, duc de Trente, qui en 688-689 réussit à s'emparer du trône de Pavie avant d'être vaincu par Cunipert ; d'Ansfrid du Frioul qui, après avoir usurpé le duché de Frioul, tenta à son tour de s'emparer du trône de Cunipert (qui le vainquit et le tua en 698), de Rotharit, duc de Bergame qui, après la mort de Cunipert, s'opposa sans succès d'abord à Raghinpert puis à Aripert II (700-702 ). Au VIIIe siècle, toutefois, la conversion généralisée des Lombards au catholicisme atténua les points d'opposition entre l'Austria et la Neustria, s'accompagnant d'une reprise de l'expansionnisme aux dépens des Byzantins sous le roi catholique et neustrien Liutprand (dont le règne commença en 712). 
Après la chute du royaume lombard, en 774, la Langobardia Maior tomba entièrement sous la domination des Francs. Sa structure politico-administrative toutefois ne fut pas bouleversée : à la place des ducs furent installés des comtes francs mais aussi lombards.

### Sources primaires
- Origo gentis Langobardorum, ed. Georg Waitz in Monumenta Germaniae Historica SS rer. Lang.
- Paul Diacre, Historia Langobardorum (Histoire des Lombards, éditée et commentée par Lidia Capo, Lorenzo Valla/Mondadori, Milano 1992).

### Sources secondaires
- Lidia Capo. Commento a Paolo Diacono, Lidia Capo (édité par) Storia dei Longobardi, Milano, Lorenzo Valla/Mondadori, 1992.  (ISBN 88-04-33010-4)
- Jörg Jarnut, Storia dei Longobardi, Turin, Einaudi, 2002.  (ISBN 88-464-4085-4)
- Sergio Rovagnati, I Longobardi, Milan, Xenia, 2003.  (ISBN 88-7273-484-3)